# Mardonije
Mardonije (? - 479. pr. Kr.) bio je jedan od vodećih perzijskih vojnih zapovjednika Ahemenidskog Carstva u vrijeme ratova protiv Grčke početkom 5. stoljeća pr. Kr., u doba vladavine velikih kraljeva Darija Velikog i Kserksa Velikog.

## Rani život
Mardonije je bio sin Gobriasa, perzijskog plemića koji je ahemenidskom princu Dariju pomogao stupiti na prijestolje. Savez između dvojice prijatelja ojačan je političkim brakovima; Darije je oženio Gobriasovu kći, a Gobrias Darijevu sestru. Mardonije je postao Darijev zet kada se oženio princezom Artazostrom.

## Perzijski ratovi s Grcima
Nakon što je skršen Jonski ustanak, Darije je 492. pr. Kr. Mardonija imenovao zapovjednikom pohoda čiji je zadatak bio kazniti Atenu zbog pomaganja jonskim pobunjenicima. Mardonije je prije toga pobunjenim jonskim gradovima dozvolio autonomiju, odnosno svrgnuo tiranine i dozvolio im da uspostave demokraciju. Takav potez iznenadio je Grke, ali ga pojedini moderni povjesničari tumače nastojanjem da osigura pozadinu pred pohod, odnosno da spriječi pobunjenike dok perzijska vojska bude zauzeta pohodom u Grčkoj. Nakon toga je perzijska vojska pod njegovim zapovjedništvom prešla Dardanele i stupila na europsko tlo.
Prva žrtva perzijskog pohoda je bio strateški važan otok Tasos, koji je prisiljen plaćati danak Perzijskom Carstvu. Potom su vojska i mornarica prodrle u Makedoniju čiji je vladar Aleksandar I. pristupio Perzijskom Carstvu.
Mardonija je ratna sreća napustila kada mu je flota uništena u oluji kraj poluotoka Atosa. Perzijanci su tada, prema Herodotu, izgubili 300 brodova i 20.000 ljudi. Mardonije je nakon toga vodio bitku protiv tračkih plemena. Iako je ranjen, pobijedio je u toj bitci. Međutim, gubitak flote prisilio ga je da se neobavljena posla vrati u Malu Aziju. Tada ga je Darije smijenio s dužnosti, a na njegovo mjesto postavio Datisa i Artaferna. Oni su poduzeli vlastiti pohod 490. pr. Kr. koji je uspio osvojiti Naksos i uništiti Eretriju, ali je konačno zaustavljen porazom u bitci kod Maratona.
Mardonije je izašao iz nemilosti kada je prijestolje preuzeo novi veliki kralj Kserkso I. Tada je počeo lobirati da se pokrene novi pohod na Grčku i tako osveti neuspjeh ekspedicije koju je naredio Darije Veliki. Kserkso se pod uticajem svog savjetnika Artabana ispočetka tome protivio, ali je na kraju ipak popustio nagovaranju Mardonija koji je prema Herodotu želio postati satrapom Grčke.
Mardonije je sudjelovao u bitci kod Termopila, a nakon perzijskog neuspjeha u bitci kod Salamine bezuspješno je pokušao nagovoriti Kserksa da ostane u Grčkoj i vodi još jednu bitku. Mardonije ovaj put nije imao uspjeha jer Kserkso je s vojskom otišao iz Grčke kako bi smirio pobunu u Babilonu, ali je Marodniju ostavio da vlada dijelovima Grčke koji su dotada pokoreni. Mardonije se uglavnom s grčkim saveznicima pripremio za bitku kod Plateje, iako ga je perzijski zapovjednik Artabaz I. od toga pokušao odgovoriti. Mardonije je 479. pr. Kr. u toj bitci ubijen, a vojska poražena.

## Popularna kultura
- U filmu 300 Spartanaca (1962.), Mardonija je tumačio glumac Nikos Papakonstantinou.
- U noveli Kreacija Gorea Vidala, Mardonije je opisan kao dugogodišnji prijatelj Kserksa i Kira Spitama, unuka proroka Zaratustre.

## Poveznice
- Ahemenidsko Perzijsko Carstvo
- Darije Veliki
- Kserkso Veliki
- Grčko-perzijski ratovi
- Bitka kod Salamine
- Bitka kod Plateje

## Vanjske poveznice
- Mardonije (enciklopedija Britannica)
- Mardonije, Livius.org  Arhivirana inačica izvorne stranice od 26. listopada 2008. (Wayback Machine)